# 謝雷爾角

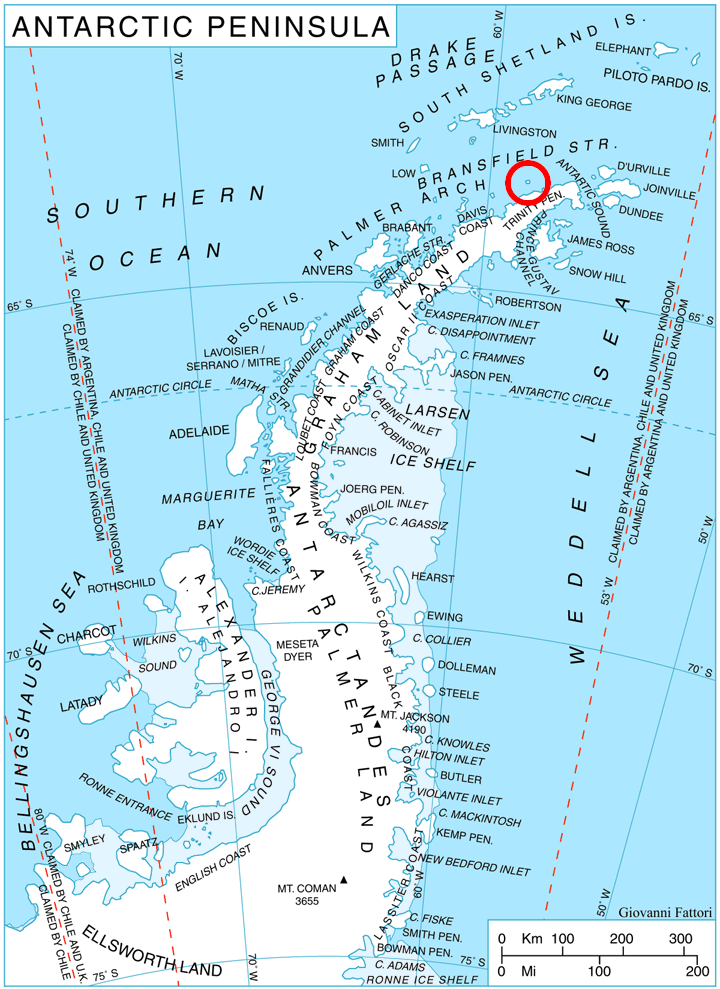

謝雷爾角（英語：Sherrell Point）是南極洲的海岬，位於星盤島南端，處於蓋加角東南面1.15公里、拉杜伊爾角東南面4.5公里和羅奇峰西南面2.28公里，現時由南極條約體系管理。